# スローイン

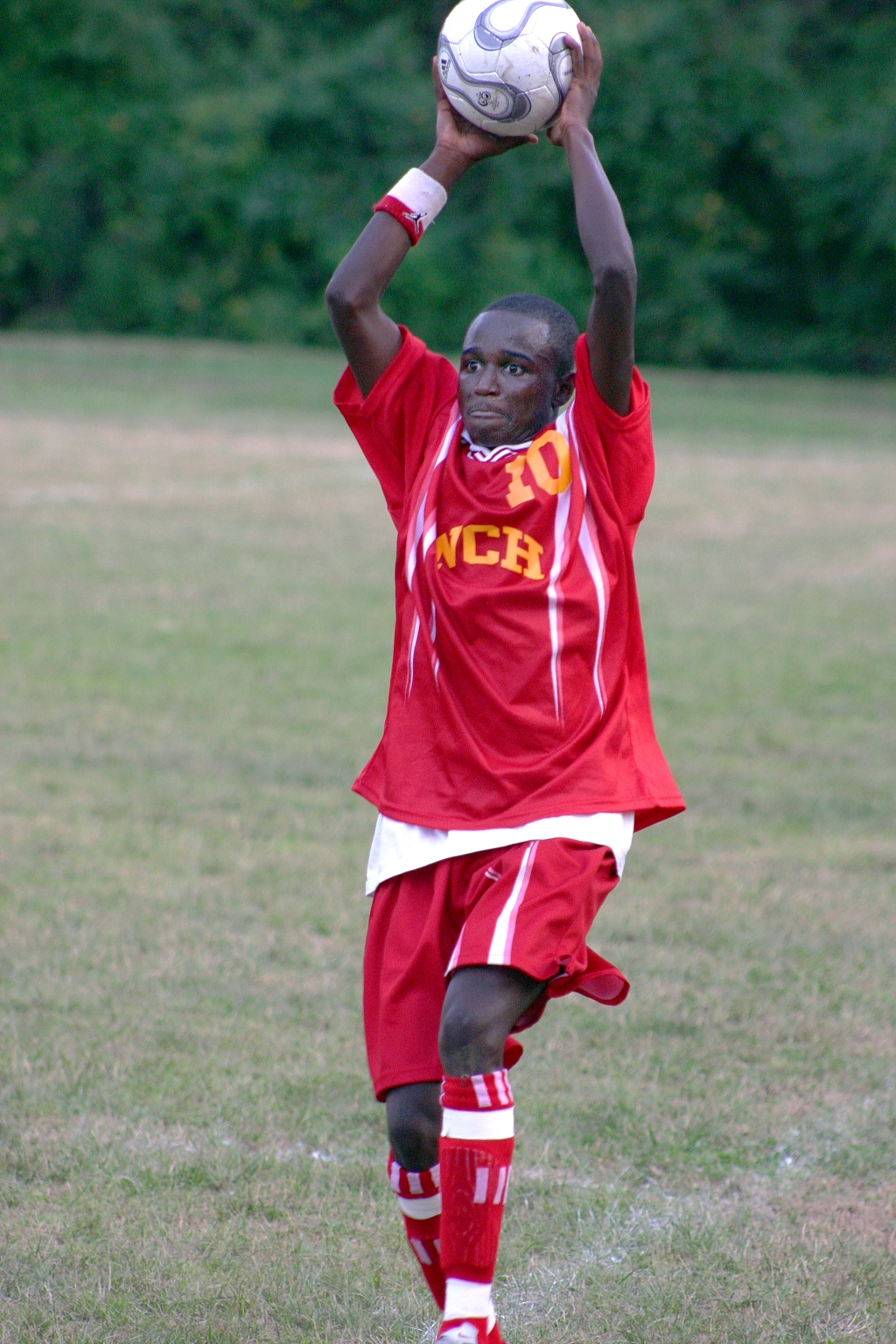
スローインの姿勢。両手でボールを持ち、頭の上を通るように投げる

スローイン(Throw-in)は、スポーツにおいてボールを手で投げてゲームを再開するルール。

## サッカー

### 概要
スローインは、ボールが完全にサイドラインを越えたときに、ボールがラインを越えた位置から、ボールを出してしまった選手の相手のチームの選手によってボールを両手で投げることによってプレーを再開するものである。

### 種類

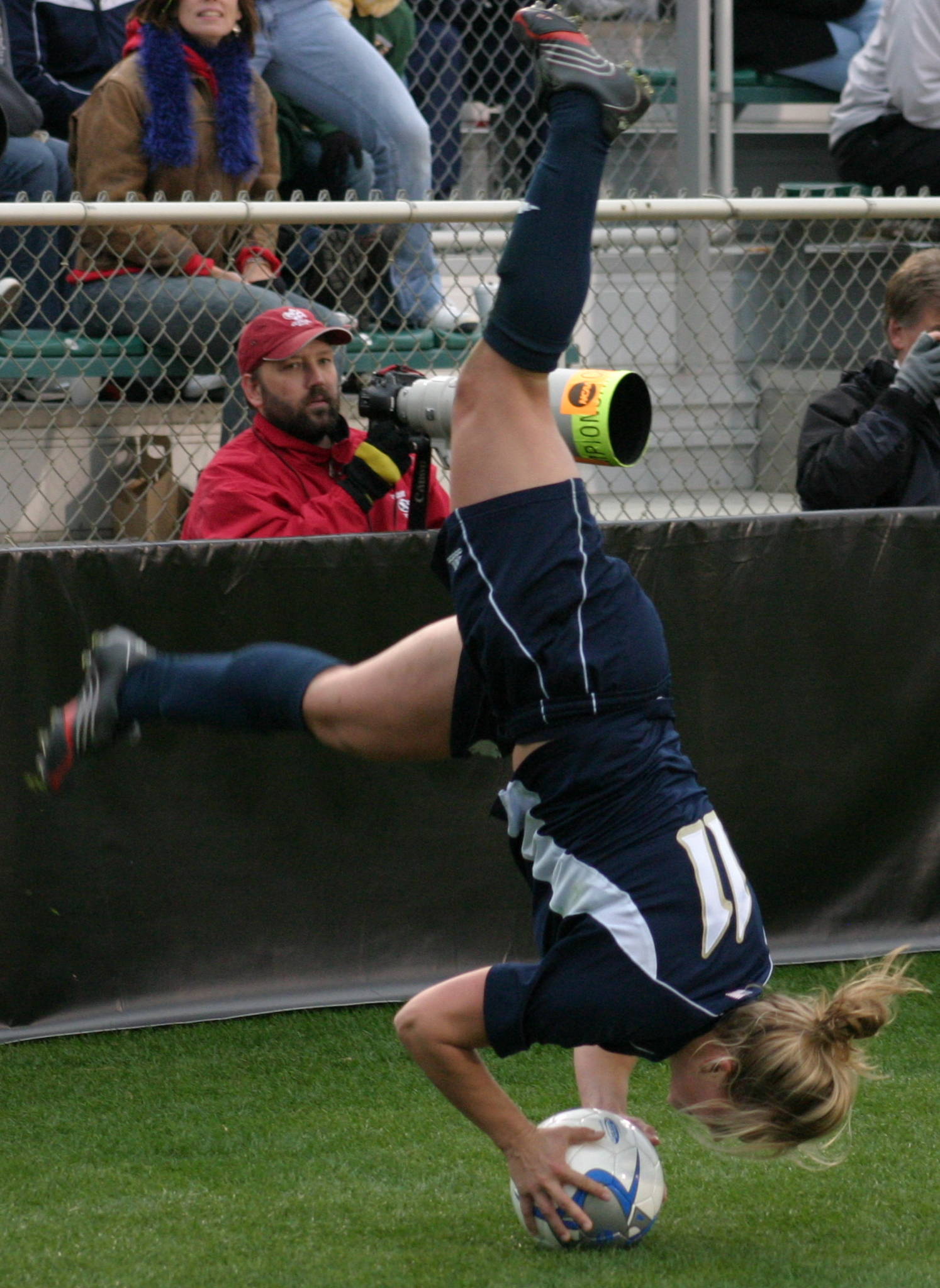
ハンドスプリングスロー

スローインのうち、おおむね30メートル以上先へ到達するものをロングスロー (long throw) と呼ぶ。また、前方転身の勢いを利用してスローインを行うものをハンドスプリングスロー (handspring throw) またはフリップスロー (flip throw) と呼ぶ。2012年2月24日に日本で開催されたキリンチャレンジカップ日本対アイスランド戦でアイスランド代表のステインソール・フレイル・ソルステインソンがこのスローインを行って話題となった。

### 規定
サッカーのルールである、Law of the Game（日本サッカー協会では「サッカー競技規則」）では第15条「スローイン」(Throw-in)において規定がなされている。
スローインによって直接ゴールを狙うことは認められていない。競技団体によって、フィールドとピッチの定義が異なるが、本項ではどちらも同義とし、タッチラインとゴールラインで囲まれた部分としている。
スローインを実施する競技者（スローワー）は任意の競技者を選ぶことができる。ゴールキーパーでも構わない。
- スローワーはフィールドに面していること。
- スローワーは両足ともその一部をタッチライン上またはタッチラインの外のグラウンドにつけること。
- 両手でボールを持つこと。
- 頭の後方から頭上を通してボールを投げること。
- ボールがフィールドから出た地点から投げること。
- ボールは、フィールドに入ったときにインプレーとなり競技が再開される。
- スローアーは他の競技者がボールに触れるまで再びボールに触れることはできない。
- すべての相手競技者は、スローインが行われる地点から2メートル以上離れなければならない。
- スローインによるプレーの再開では、ボールを受けた選手がオフサイドポジションにいてもオフサイドの反則は取られない。

#### 反則
- スローワーが他の競技者がボールに触れる前に再びボールに触れたときは、反則のあった地点から間接フリーキックによってプレーが再開される。
- 相手競技者がスローワーを妨害した場合、反スポーツ的行為によりイエローカードが提示される。

上記規定の方法以外でスローインを行った場合、ファウルスローで相手チームによるスローインで試合が再開される。ファウルスローになるスローインの方法としては
- 片足がピッチから離れている。
- 両足でジャンプしてスローインする。
- 両足、もしくは片足が完全にタッチラインを越えている。
- 頭の後ろからボールを投げていない。
- ボールが頭上を越えていない。
- 片手で投げる。

などがある。

### その他
フットサルやビーチサッカーでは、タッチラインをボールが越えた際にキックインでプレーが再開される。
11人制のサッカーでもスローインに代わってキックインでのプレー再開が検討された時期があり、1993年のU-17世界選手権では試験的にキックインが導入されたが、その後の大会で採用されることはなかった。

## ラグビー
ラグビーでは、ボールか、ボールを持った選手がラインを割ったとき、スローインを行う。両チームがラインを割った地点から伸びるラインに対し垂直な線、「ラインオブタッチ」を挟んで並ぶ。ボールを投げるプレイヤーはこの線上に投げなければならない。

## ハンドボール
ハンドボールでは、ボールがサイドラインからコート外に出た場合に、最後にボールに触れた選手の相手チームにより行われる。ボールがコートから出た地点のサイドラインを踏んで行われ、直接のゴールも認められる。